# Domingo Paes
Domingo Paes o Pais (siglo XVI) fue un viajero portugués que visitó el Imperio Vijayanagara alrededor del año 1520. Su relato sobre Hampi, la capital imperial, es uno de los más detallados entre todas las narraciones históricas sobre esta antigua ciudad. Visitó Hampi durante el reinado del rey Krishna Deva Raya.
Cuenta Paes que «dicho reino tiene muchos lugares en la costa de India; son puertos marinos con los que estamos en paz, y en algunos de ellos hay fábricas, en particular, en Amcola, Mirgeo, Honor, Batecalla, Mamgalor, Bracalor y Bacanor.»
Destacó Paes en su narración lo avanzado de la tecnología de irrigación que permitía al reino disponer en grandes cantidades y a precios muy económicos de gran variedad de cultivos. Igualmente, el mercado de piedras preciosas mostraba una intensa actividad.
La ciudad lucía próspera, y su tamaño, a los ojos del narrador, era comparable al de Roma, con mucha vegetación, acueductos y lagos artificiales.